# Прудовик ушковый
Прудовик ушковый (лат. Radix auricularia) — вид пресноводных брюхоногих моллюсков из отряда лёгочных (Pulmonata).

## Описание
Раковина высотой 25—40 мм и шириной 20—30 мм, обладает очень широким устьем. Окраска от бледно-роговой до серой. На голове находятся подвижные щупальца  - плоские, треугольной формы, короткие и широкие. С брюшной стороны головы в передней её части находится ротовое отверстие.

## Ареал
По всей Европе до Сибири и Узбекистана, в реках Тихоокеанского побережья Дальнего Востока от Камчатки до Приморья. С начала XX века в озере Байкал сформировались устойчивые популяции этого инвазивного (для восточной Сибири) моллюска.
Встречается в пресных стоячих водоёмах у берегов. Предпочитает илистый грунт. Населяет Евразию (кроме юго-восточной части). 

## Биология
Как и другие лёгочные улитки, прудовики лишены первичных жабр и дышат атмосферным воздухом с помощью лёгкого.